# ScienceDirect
ScienceDirect je plnotextová vědecká databáze nabízející vědecké články a knižní kapitoly z více než 2 500 recenzovaných časopisů a 11 000 knih. V současné době (2013) obsahuje přes 11 milionů článků a kapitol knih. Správcem této databáze je vydavatelství Elsevier.